# Mansfeld
Mansfeld là một thị xã ở the huyện Mansfeld-Südharz, in Saxony-Anhalt, nước Đức. Đô thị Mansfeld có diện tích 143,78 km². Đô thị này nằm bên sông Wipper, cự ly khoảng 10 km về phía tây bắc của Eisleben. Martin Luther lớn lên ở Mansfeld.